# 博霍杜希夫
博霍杜希夫（羅馬化：Bohodukhiv），或按俄语译为博戈杜霍夫（俄语：Богодухов），是乌克兰哈爾科夫州博霍杜希夫区博霍杜希夫市镇内的城市，为该区及该市镇的行政中心。該市距離州府哈爾科夫58公里，始建於1662年，面積16.23平方公里，海拔高度130米，2022年人口数量为14,624人。

## 图集

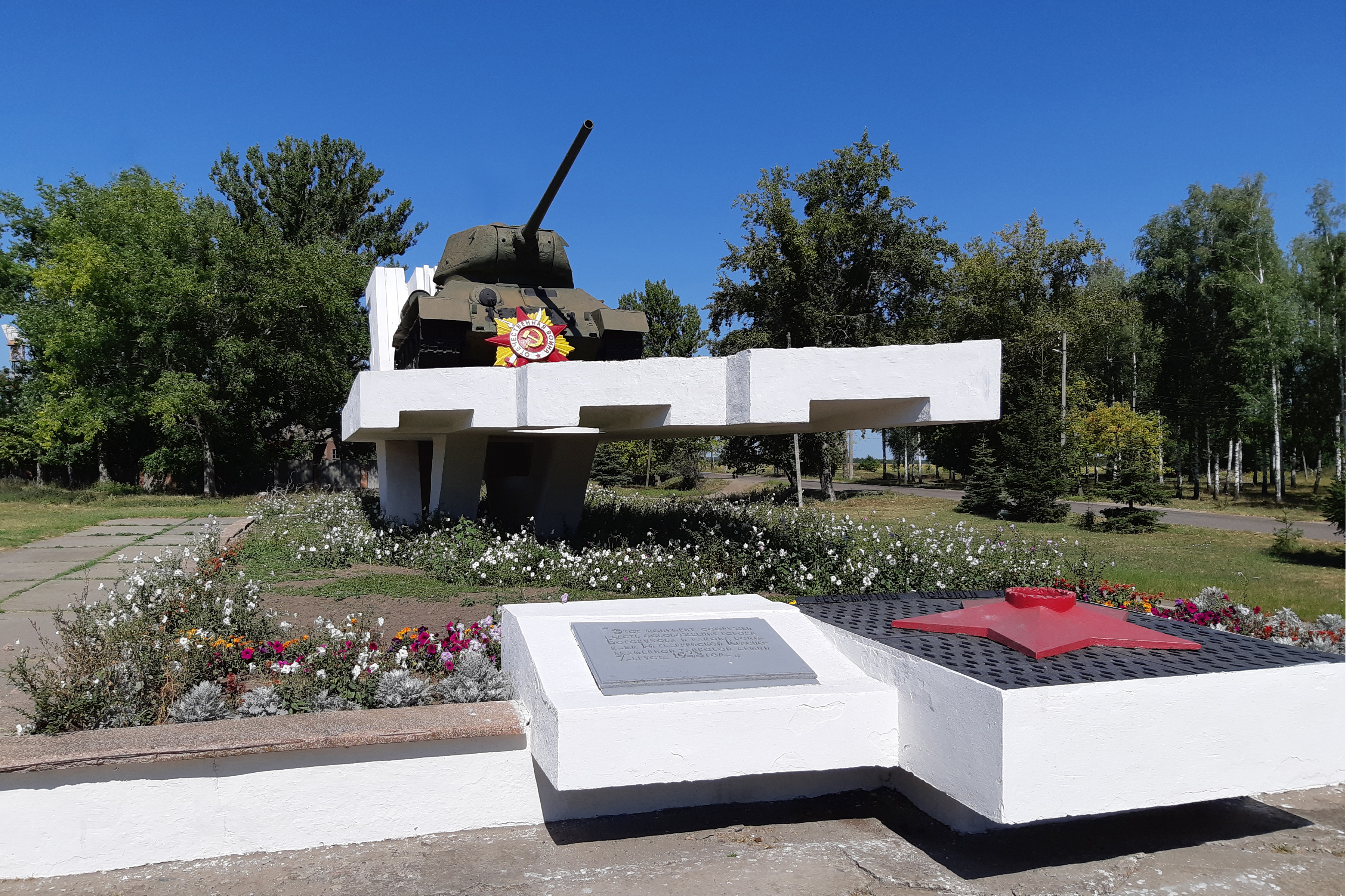

## 友好城市
- 美国 博耶敦（英语：Boyertown, Pennsylvania）
- 乌克兰 桑比爾

## 來源
1. ↑  周定国 (编). . . 中国对外翻译出版公司. NLC 003756704.[]
2. ↑  .   [2023-06-18]. （原始内容存档于2023-06-12）.
3. ↑  黑龙江大学俄罗斯语言文学与文化研究中心辞书研究所 (编). . 北京: 商务印书馆. 2014: 2723. ISBN 978-7-100-08346-1.
4. ↑   (PDF).   [2023-02-06]. （原始内容存档 (PDF)于2022-08-10）.